# Svarte Petter (seriefigur)
För andra betydelser se Svarte Petter.
Svarte Petter (i engelskt original Black-Pete, Peg-Leg Pete eller bara Pete), även stiliserat Svarte-Petter, är en fiktiv figur i Musse Piggs universum. Han framställs som en stor tjock katt. I de äldre filmerna hade han kattsvans och ibland träben (vilket han hade även i de tidiga serierna), men med åren har han blivit allt mer människolik. Han brukar tugga tuggtobak och röka cigarr.
Musse och Långben brukar agera deckare och arbetar för att sätta Svarte-Petter bakom lås och bom. Detta lyckas oftast med Musses skarpa sinne för hur Svarte-Petter tänker. Kommissarie Karlsson är oftast nöjd med de båda amatördeckarnas resultat.

## Historik

### Ursprung
Svarte-Petter debuterade 1925 i filmen Alice Solves the Puzzle, där han framställdes mer som en människoliknande björn. Han fick ett ännu större genombrott som hårdhänt skeppare i filmen Musse Pigg som Ångbåtskalle där han blev katt för första gången. Sedan förekom han i flera kortfilmer – ofta genom att röva bort Mimmi Pigg, bli förföljd av Musse och besegrad i någon typ av duell.
Svarte-Petter debuterade som seriefigur i Floyd Gottfredsons "Death Valley" – "Musse Pigg i Djävulsdalen" – som originalpublicerades april–september 1930. Avsnittet kom 1976 på svenska i samlingsboken Jag, Musse Pigg.

### Utveckling
Floyd Gottfredson utvecklade figuren i dagsstripp-versionen av serien Musse Pigg. I serien var Petter från början hantlangare och kompanjon till den ohederlige advokaten Fusky. Inte förrän Fusky försvann ur serien tre år senare fick Petter en mer framträdande roll som huvudskurk, och han blev även en återkommande skurk i serietidningsversionerna, både de USA-producerade och de europeiska. En av de främsta tecknarna av serier med Svarte-Petter är Paul Murry, som 1951 introducerade medhjälparen Borstis.
Svarte-Petter-liknande skurkar dyker även upp i serietidningsversionen av Kalle Anka lite då och då, som till exempel Carl Barks Blacksnake McDirt i "Sheriffen i Kuliga dalen". och Pierre i "Det frusna guldet".
Namnet Peg-Leg Pete kommer sig av det träben figuren brukade stolpa omkring på i de tidiga avsnitten. Då animatörerna använde träbensskämt lite för ofta (och de kunde aldrig bestämma sig för vilket ben som var en protes), beslöt Walt Disney sig för att ta bort det. Gottfredson var inte riktigt nöjd med att det bara försvann, och 1941 gjorde han en stripp där han förklarade att Svarte Petter bytt ut träbenet mot en modernare protes, och sedan dess har Petters handikapp inte märkts av nämnvärt i serierna.
Enligt en serie av Carl Fallberg och Paul Murry från 1961 är Petters riktiga namn Percy P. Percival.
I en del italienska serier har Petter en flickvän med namnet Trudy.

### Annan medverkan
Svarte-Petter är även med i de animerade TV-serierna Långbens galna gäng och Musses klubbhus. Där har han något annorlunda personlighet och heter bara Petter. Petter är fortfarande en argsint typ men framställs inte som brottsling. En annan animerad TV-serie han figurerat i var Duck Tales, där han framställs som olika seriefigurer i varje avsnitt som han deltog i. I TV-seriens kontext var det alltså olika figurer med samma karaktärsdesign.
I Disney-spelet Kingdom Hearts II är Petter Maleficents närmaste medhjälpare.
Han förekommer också som motståndare till Kalle Anka i några kortfilmer. Till exempel är han ofta befäl i de filmer som gjordes under andra världskriget där Kalle är menig soldat.

## Dubbning

### Engelsk originalröst
- Billy Bletcher (1933–1954)
- John McLeish (1942)
- Steve Sherman (1965)
- Jon Lormer (1965)
- Marcus James (1965)
- Will Ryan (1983–1990)
- Arthur Burghardt (1990)
- Jim Cummings (1992-)

### Svensk dubb
- Björn Gedda (1983)
- Roger Storm (1984)
- Per Sandborgh (1987)
- Gunnar Ernblad (1987)
- Jan Koldenius (1990–1992)
- Anders Lönnbro (1992–1993)
- Stephan Karlsén (1995-)
- Bengt Skogholt (2004-)

## Namn

### Engelska och svenska
På originalspråket engelska har figuren gått under namnen Black-Pete, Peg-Leg Pete eller bara Pete. Enstaka gånger har han benämnts som Foxy Pete, J. P. Diamondtubs eller Terrible Tom.
Svarte-Petter är det vanligaste svenska namnet. Andra svenska namn är Svartepetter, Svarte Petter och Pelle (det sistnämnda från Aftonbladet, 1939). Enstaka gånger har han synts på svenska som Bimbo, kapten Blower, Lars Långfinger, Pelle Träben, Petrus Svartskägg, Petteronius, Pirat-Petter, Rulle Träben, Sahib, Svart-el-Pet, Träbens-Pelle eller Träbenspelle.

### Namn på andra språk
| Land         | Namn                                                                             |
| ------------ | -------------------------------------------------------------------------------- |
| Brasilien    | João Bafo-de-Onça, tidigare namn: Pete Perna-de-Pau                              |
| Bulgariska   | Чёрният Пийт (Tjornijat Pijt, 'Svarte Pete')                                     |
| Chilenska    | Pete El Negro ('Svart-Peter')                                                    |
| Colombianska | Pedro el malo                                                                    |
| Danska       | Sorteper ('Svarte-Per') (även: Per Træben, Peter P. Persort)                     |
| Egyptiska    | دنجل ('Dongol')                                                                  |
| Engelska     | Black-Pete, Peg-Leg Pete                                                         |
| Estniska     | Kõuts Karlo                                                                      |
| Finska       | Musta Pekka (även: Jopi Jalkapuoli)                                              |
| Franska      | Pat Hibulaire (patibulaire betyder 'med ondskefull uppsyn') (även: Jean Bambois) |
| Grekiska     | Μάυρος Πήτ (Mavros Pit)                                                          |
| Hebreiska    | פיט השחור (Pete ha-shakhór)                                                      |
| Isländska    | Svarti-Pétur                                                                     |
| Indonesiska  | Boris                                                                            |
| Italienska   | Pietro Gambadilegno ('Petter träben')                                            |
| Japanska     | ピート (Pito)                                                                    |
| Kinesiska    | 坏 庀特 (även: 皮得)                                                             |
| Koreanska    | 피트 (Pete)                                                                      |
| Litauiska    | Juodasis Pitas                                                                   |
| Mexikanska   | Pedro El Malo ('Petter den onde')                                                |
| Nederländska | Boris Boef (även: Slimme Simon)                                                  |
| Norska       | Svarte-Petter (även: Slimme Simon)                                               |
| Polska       | Czarny Piotruś                                                                   |
| Portugisiska | Bafo-de-Onça, João Bafodeonça                                                    |
| Rumänska     | Pete cel Rău ('Petter den dålige')                                               |
| Ryska        | Пит Деревянная Нога (Pit Derevjannaja Nova)                                      |
| Serbiska     | Даба (Daba)                                                                      |
| Spanska      | Pete Pata Palo                                                                   |
| Svenska      | Svarte Petter                                                                    |
| Tjeckiska    | Černý Pete                                                                       |
| Turkiska     | Barut ('Krut')                                                                   |
| Tyska        | Kater Karlo ('Kater', i betydelsen hankatt)                                      |
| Ungerska     | Pete                                                                             |
| Jugoslaviska | Hromi Daba                                                                       |

Källor: